# Coryphantha pallida subsp. calipensis
Coryphantha pallida subsp. calipensis es una subespecie de planta suculenta perteneciente al género Coryphantha, dentro de la familia Cactaceae. Es una subespecie de Coryphantha pallida y es endémica de México (concretamente del estado de Puebla y Oaxaca).

## Descripción

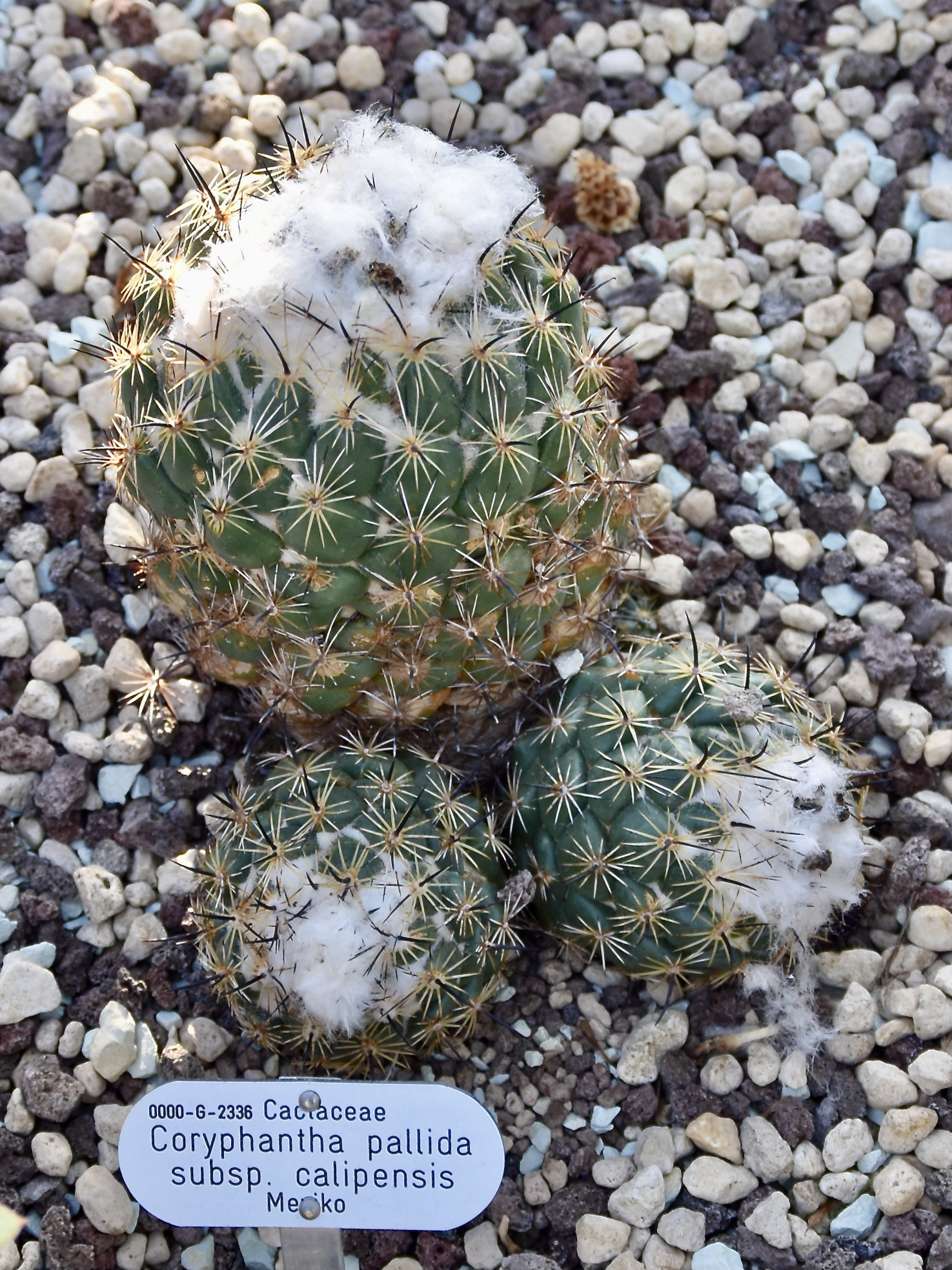
Ápice lanoso

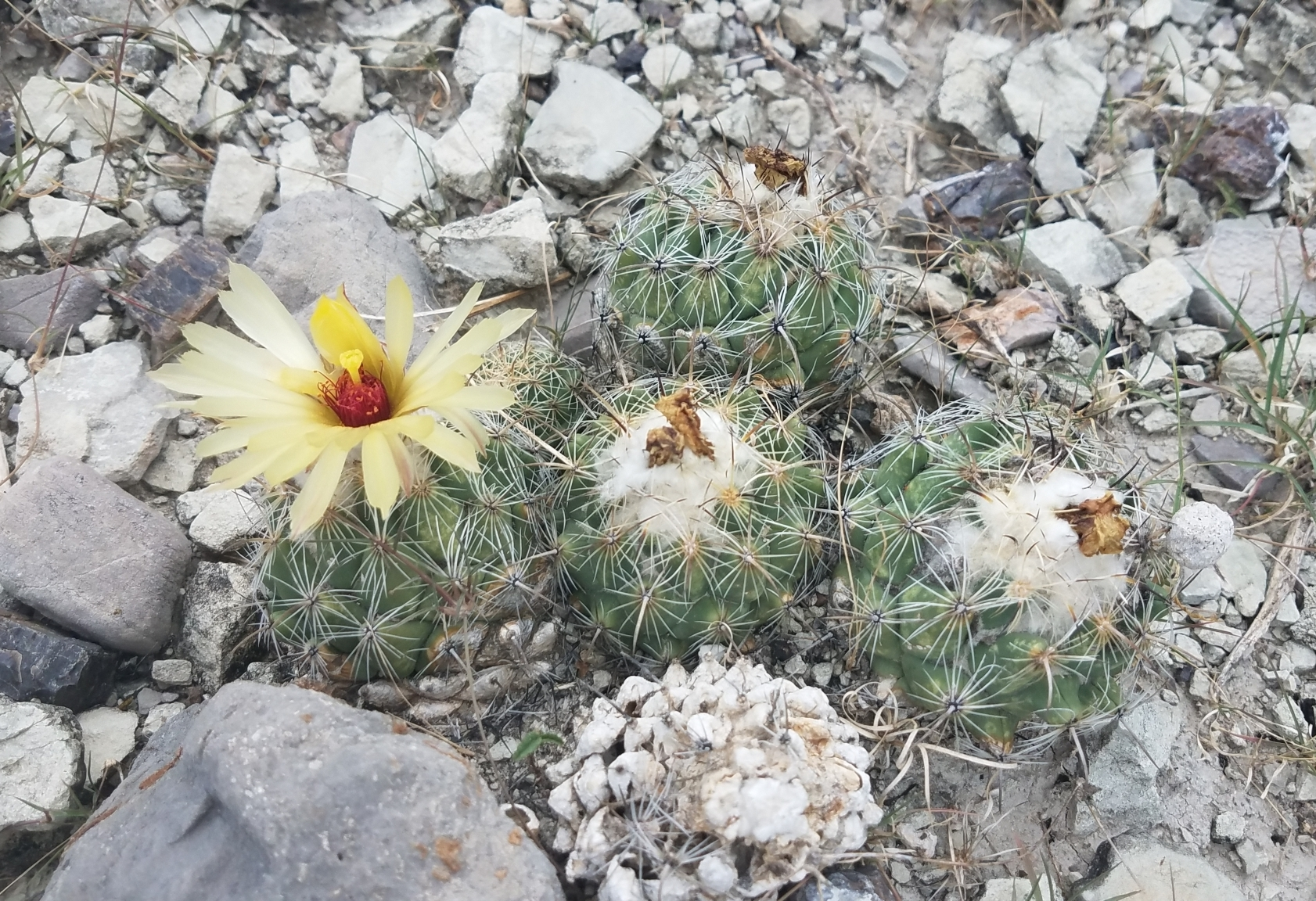
Planta en flor

Coryphantha pallida subsp. calipensis es una subespecie de cactus de crecimiento lento, que crece formando grupos y tiene apariencia de piña. Los tallos van de globosos a ligeramente alargados, son cortos y gruesos. La epidermis es de color verde azulado, verde grisáceo o verde oliva, miden de 5 a 9 cm de diámetro y de 7 a 9 cm de alto. Tienen el ápice redondeado y muy lanoso.
Los tallos están cubiertos de tubérculos prominentes, cónicos y con forma de romboide en la base. Miden hasta 2 cm de largo y de 2,5 a 3 cm de ancho. Están dispuestos de 5 a 13 filas, presentan un surco que se extiende casi hasta la base de los mismos y tienen lana blanca en las axilas cuando son jóvenes.
En la punta de los tubérculos se asientan las areolas ovaladas o circulares, de 2 mm de diámetro y son lanosas en su juventud. Entre ellas se distinguen generalmente de 1 a 3 espinas centrales negras o blanquecinas amarillentas con la punta marrón casi negra, de hasta 1,5 cm de largo, (las dos superiores son más o menos erectas y la inferior, recta o curvada hacia abajo). También tienen de 8 a 16 espinas radiales blancas ligeramente dobladas y aplanadas contra la superficie del tallo, de tamaño corto
Las flores son muy grandes, de color amarillo limón pálido, de 6 a 7 cm de largo y de diámetro. Tienen el perianto externo con segmentos estrechos de color amarillo verdoso y con una franja rojiza en el dorso. En el caso del perianto interno, los segmentos son de color amarillo limón pálido y son más anchos que los externos. El ovario presenta pocas escamas estrechas y los estambres son numerosos y de color rojo oscuro. El estilo es de color amarillo y más largo que los estambres, y el estigma presenta 9 lóbulos.
Los frutos son de color marrón verdoso y miden hasta 2 cm de largo. En su interior contienen semillas de color marrón brillante, mide de 1,5 a 2 mm largo y alrededor de 1,3 mm ancho.

## Distribución y hábitat

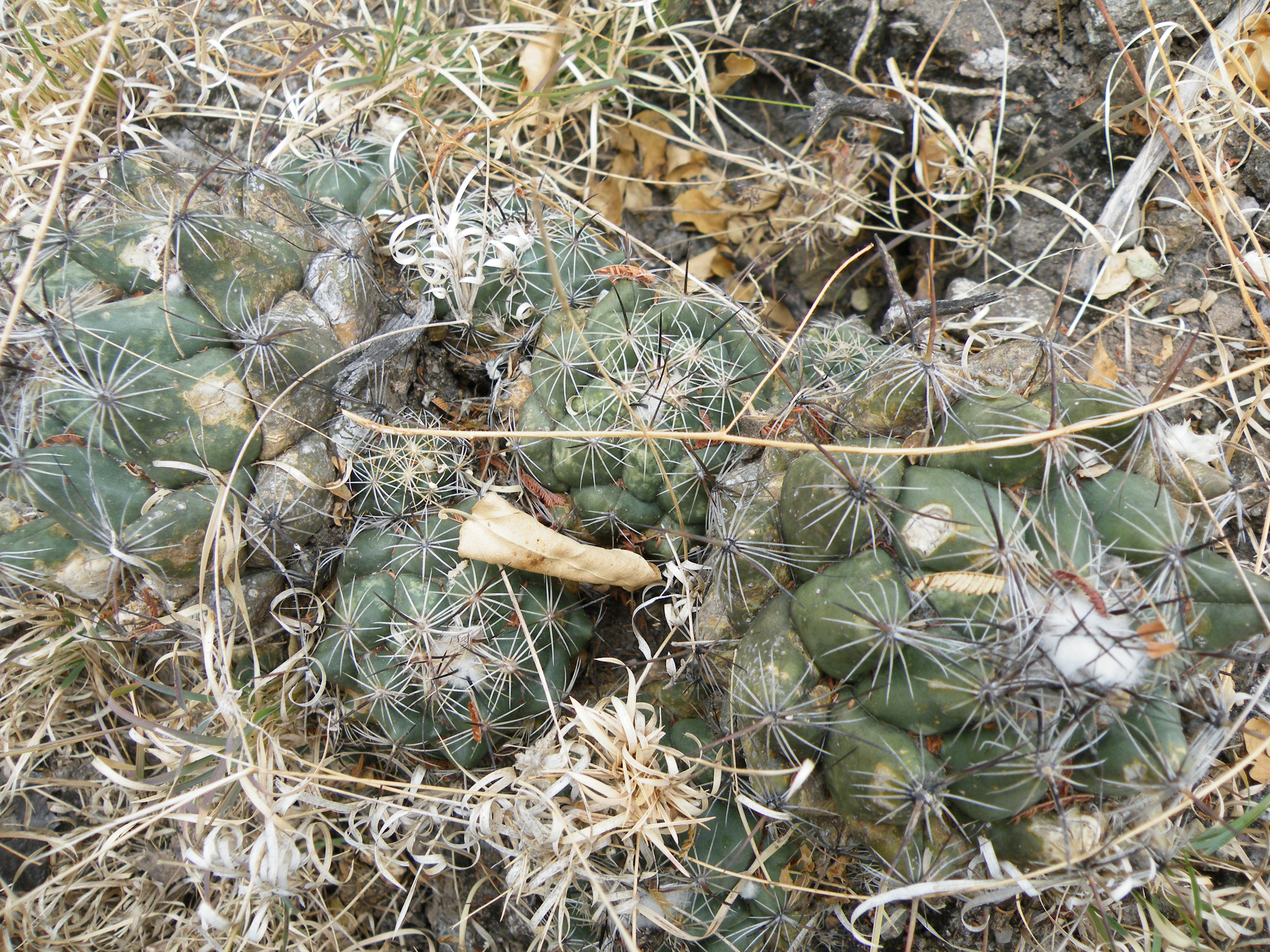
Planta en su hábitat

El área de distribución nativa de esta subespecie es México (concretamente en el estado de Puebla y Oaxaca) y crece principalmente en biomas desérticos o de matorral seco.
Crece a elevaciones de 1000 a 2000 m s. n. m. (metros sobre el nivel del mar), en laderas y colinas bajas, principalmente sobre grava de piedra caliza aluvial. Requiere de precipitaciones de entre 300 y 700 mm anuales y temperaturas promedio de 18 °C, aunque es tolerante a heladas ligeras. A menudo se asocia con Mammillaria napina, Mammillaria haageana, Mammillaria zephyranthoides y Ferocactus latispinus.

## Taxonomía
La primera descripción de esta subespecie fue como Coryphantha calipensis, publicada en 1992 por los botánicos Helia Bravo Hollis, Ángel Salvador Arias Montes, Ulises Guzmán Cruz y Susana Gama López en la revista científica Cactáceas y Suculentas Mexicanas 37: 72.
Posteriormente, los botánicos Reto F. Dicht y Adrian D. Lüthy catalogóron la especie como una subespecie de Coryphantha pallida, pasando a llamarse Coryphantha pallida subsp. calipensis y anotando estos cambios en la revista científica J. Mammillaria Soc. 40: 50, en 2000.
Etimología
- Coryphantha: nombre genérico que deriva del griego coryphe (que significa ‘cima’ o ‘cabeza’), y anthos (que significa ‘flor’), haciendo referencia a que las flores aparecen en el ápice de los tallos.
- pallida: epíteto específico latino que significa ‘pálido’, haciendo referencia al color pálido de las flores.
- calipensis: epíteto geográfico que hace referencia a la localidad de Calipan (en el estado mexicano de Puebla), lugar donde se descubrió la subespecie.[5]

## Estado de conservación
En la Lista Roja de Especies Amenazadas de la UICN, la especie Coryphantha pallida está clasificada como de “Preocupación Menor (LC)”.
Las principales amenazas que sufre la especie se deben a la erosión hidráulica y la degradación química, física y biológica debido a la minería, la agricultura y la ganadería. Además, sufren de recolección ilegal ya que esta especie es muy popular por sus atractivas flores y sus poblaciones están en declive debido a la recolección de plantas, especialmente de ejemplares de mayor tamaño.

## Usos
Se cultiva principalmente como planta ornamental y su propagación se realiza a través de esquejes o semillas.